# Ivan Naraks
Ivan Naraks (* 24. April 1869 in Arndorf, Krain; † 14. Juli 1924 in Petrovče bei Žalec, Königreich Jugoslawien) war ein jugoslawischer Orgelbauer.

## Leben
Ivan Naraks erlernte den Orgelbau zunächst bei seinem Vater Franc Naraks (1826–1907), dann in Paderborn und Berlin. Er arbeitete wieder im Betrieb seines Vaters, bis er sich 1906 in Petrovče selbständig machte. Er baute mindestens 12 neue Orgeln, daneben führte er Reparaturen durch und ersetzte nach dem Ersten Weltkrieg viele im Krieg eingeschmolzene Orgelpfeifen bestehender Orgeln.
Naraks galt als hervorragender Mechaniker und solider Intonierer. Seine Orgeln haben üblicherweise eine pneumatische Traktur.

## Werkliste (Auswahl)
| Jahr      | Ort                                   | Gebäude                                   | Bild | Manuale | Register | Bemerkungen |
| --------- | ------------------------------------- | ----------------------------------------- | ---- | ------- | -------- | ----------- |
| 1902      | Mali Trn, Gemeinde Krško              | Heilig-Geist-Kirche                       |      | I/P     | 11       |             |
| 1907      | Šmihel nad Mozirjem, Gemeinde Mozirje |                                           |      | II/P    | 11       | erhalten    |
| 1909      | Teharje                               | kath. Pfarrkirche St. Martin              |      | II/P    | 21       | erhalten    |
| 1911      | Gorenje, Gemeinde Šmartno ob Paki     | kath. Pfarrkirche St. Johannes der Täufer |      | I/P     | 7        | erhalten    |
| 1912      | Preddvor                              |                                           |      | II/P    | 15       |             |
| unbekannt | Celje                                 | Cäcilienkirche                            |      | II/P    | 12       | erhalten    |
| 1916      | Špitalič, Gemeinde Kamnik             | kath. Pfarrkirche St. Antonius der Große  |      | II/P    | 14       |             |
| 1923      | Dornava                               |                                           |      |         |          |             |